# Спрингфілд (Мен)
Спрингфілд (англ. Springfield) — місто (англ. town) в США, в окрузі Пенобскот штату Мен. Населення — 293 особи (2020).

## Географія
За даними Бюро перепису США загальна площа округу дорівнює 99,79 км², з яких 99,66 км² суша і 0,13 км² це водойми.

## Демографія
Згідно з переписом 2010 року, у місті мешкало 409 осіб у 171 домогосподарстві у складі 109 родин. Було 281 помешкання
Расовий склад населення:
| - 96,6 % — білих - 0,7 % — корінних американців |

До двох чи більше рас належало 2,7 %. Частка іспаномовних становила 1,0 % від усіх жителів.
За віковим діапазоном населення розподілялося таким чином: 20,3 % — особи молодші 18 років, 57,7 % — особи у віці 18—64 років, 22,0 % — особи у віці 65 років та старші. Медіана віку мешканця становила 47,7 року. На 100 осіб жіночої статі у місті припадало 113,0 чоловіків; на 100 жінок у віці від 18 років та старших — 109,0 чоловіків також старших 18 років.
Середній дохід на одне домашнє господарство становив 40 848 доларів США (медіана — 30 938), а середній дохід на одну сім'ю — 42 853 долари (медіана — 35 625). Медіана доходів становила 43 281 долар для чоловіків та 35 625 доларів для жінок. За межею бідності перебувало 29,3 % осіб, у тому числі 44,8 % дітей у віці до 18 років та 22,3 % осіб у віці 65 років та старших.
Цивільне працевлаштоване населення становило 128 осіб. Основні галузі зайнятості: освіта, охорона здоров'я та соціальна допомога — 36,7 %, роздрібна торгівля — 12,5 %, будівництво — 11,7 %.